# Пожар в Урумчи (2022)
Пожар в Урумчи — крупный пожар, произошедший 24 ноября 2022 года в многоэтажном жилом доме в Урумчи (Синьцзян, Китай) и ставший поводом протестов по всей стране. В результате возгорания погибли 10 человек, 9 пострадали.

## События
24 ноября 2022 г. из-за неисправной электропроводки в спальне на 15-м этаже многоквартирного дома вспыхнул пожар, который перекинулся на 17-й этаж. Согласно сообщениям, община Цзисянъюань была обозначена как «зона с низким уровнем риска». Жители могли выходить на улицу на один-два часа каждый день, в остальное время оставаясь дома. По данным властей, на тушение пожара ушло три часа, погибли 10 человек и 9 получили ранения.
В СМИ и социальных сетях распространялась неподтверждённая информация, что причиной гибели людей стало строгое соблюдение Китаем политики нулевого уровня COVID-19, согласно которой жители не могут покинуть здание, и тот факт, что пожарная техника долго добиралась до места ЧП из-за заблокированных дорог.
После пожара в Шанхае, Нанкине и Пекине прошли пикеты и акции протеста, в ходе которых критиковалась политика китайского правительства по борьбе с COVID-19, звучали призывы к Си Цзиньпину уйти в отставку.